# 모리타촌 (군마현)
모리타촌(일본어: 毛里田村)은 일본 군마현 야마다군에 설치되었던 촌이다. 현재의 기류시 남동부, 오타시 북동부에 해당한다.

## 인구
1920년에 실시된 제1회 국세조사에서 모리다 촌의 인구는 7,946명으로 야마다 군 12정 촌(2정 10촌) 중 3위였다. 1950년의 국세조사에서는 10,201명을 기록해 야마다군 8정촌(1정 7촌) 중 제2위로 야마다군 마을에서는 인구 최다였다.
- 1920년 ：7,946명
- 1925년：7,927명
- 1930년 ：7,827명
- 1935년：7,922명
- 1940년：8,737명
- 1947년：10,052명
- 1950년：10,201명
- 1955년：9,898명
- 1960년：9,430명

## 교통

### 도로
- 국도 제122호선

## 참고 문헌
- 角川日本地名大辞典編纂委員会, 『角川日本地名大辞典 10 群馬県』1988, 角川書店